# Pinto (paard)

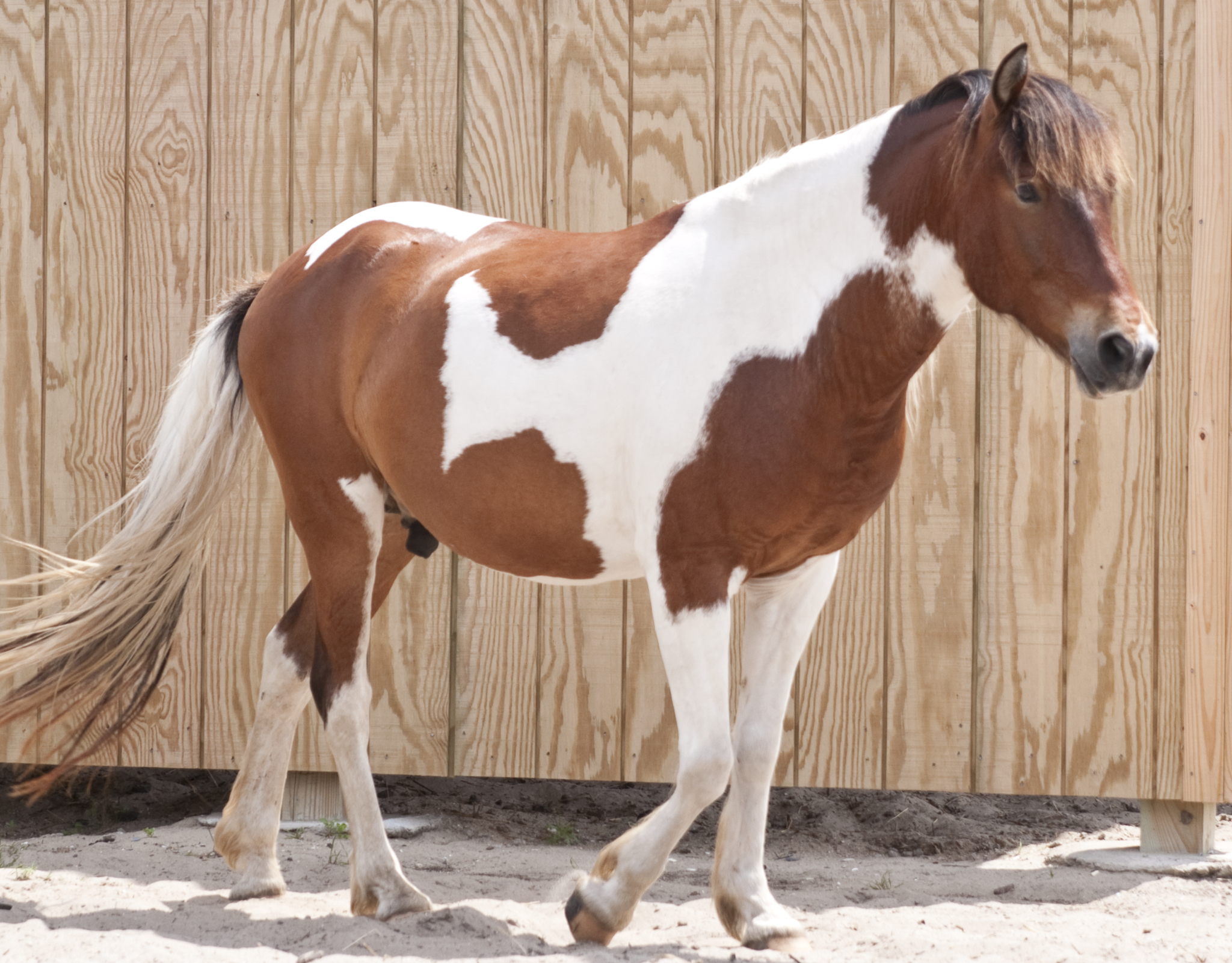
Pinto met tobianopatroon

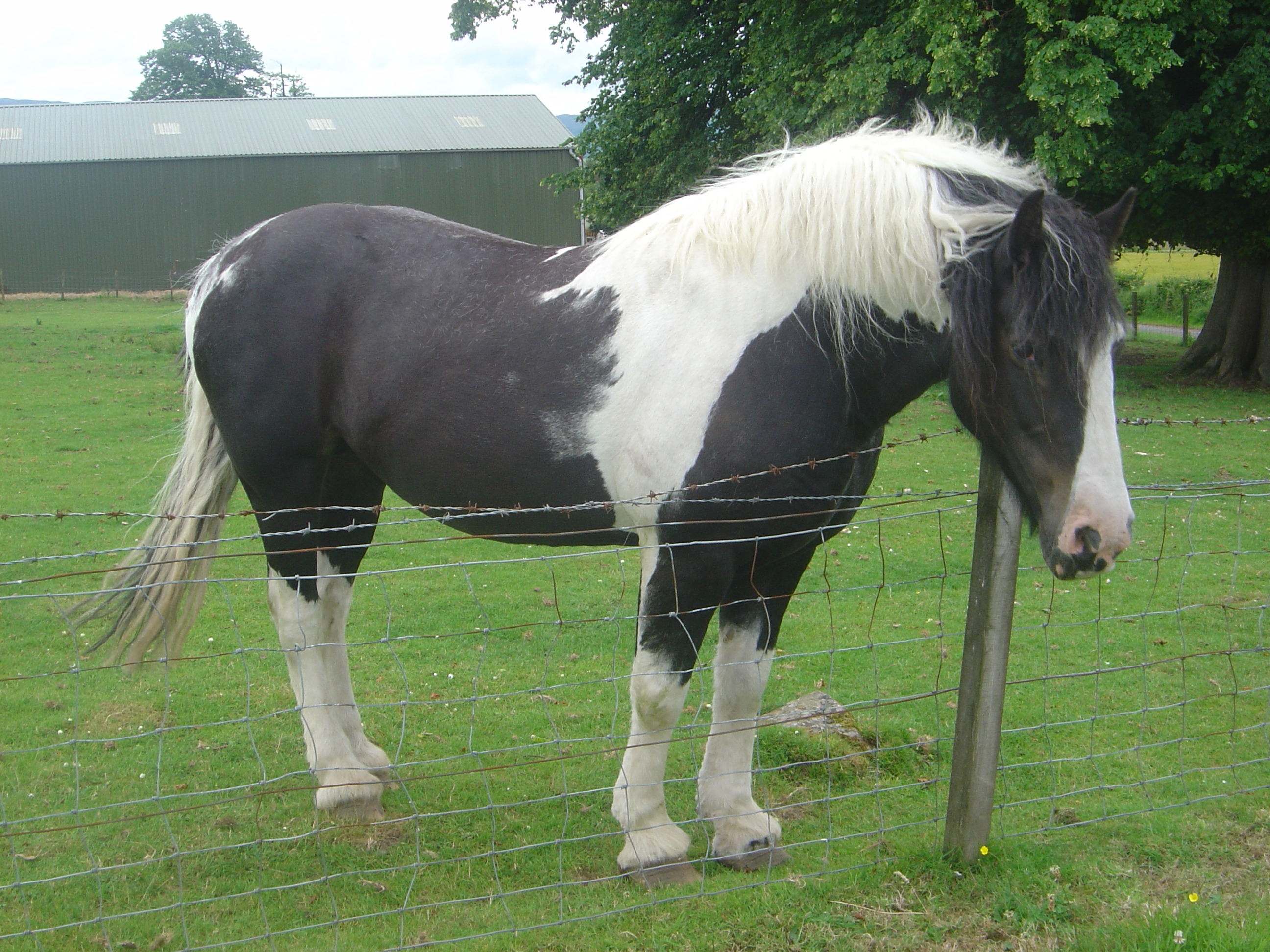
Tinker

Een pinto is een paard met een bontgekleurde vacht. Pinto's zijn ontstaan in de Verenigde Staten en hebben sinds 1941 een eigen stamboek, de Pinto Horse Association.

## Geschiedenis
De benaming 'pinto' is afkomstig van het Spaanse woord pintado. Dit betekent 'geverfd'. Deze paarden stammen af van gevlekte paarden van indianen in Noord-Amerika.

## Kleurtypen
Er bestaan verschillende kleurtypen, zoals:
- piebald: een zwart-wit vlekkenpatroon
- skewbald: een wit vlekkenpatroon op een achtergrond (niet zwart)
- overo: een gekleurde vacht met witte vlekken
- sabino: wordt soms ook gerekend tot de overo's
- tobiano: een witte vacht met verschillende kleuren vlekken, behalve zwart
- tovero: een mix tussen overo en tobiano